# Jakob Poulsen
Jakob Poulsen (Varde, 7 luglio 1983) è un allenatore di calcio ed ex calciatore danese, di ruolo centrocampista, tecnico del Aarhus.

## Caratteristiche tecniche
Principalmente impiegato come centrocampista centrale, poteva giocare anche nel ruolo di trequartista.

## Carriera

### Giocatore

#### Club
Cresciuto nelle file dell'Esbjerg, ha debuttato in prima squadra nella stagione 2000-2001. Ha militato nelle file del club biancoblu fino al gennaio 2006, totalizzando 107 presenze e 19 reti in campionato. Il 27 gennaio 2006 si è trasferito nei Paesi Bassi, all'Heerenveen. L'esperienza nel club olandese è durata due stagioni e mezzo, durante le quali ha totalizzato 71 presenze e 4 reti. Il 13 agosto 2008 è tornato in Danimarca, firmando un contratto quadriennale con l'Aarhus. Dopo la retrocessione dell'Aarhus in 1. Division, il 17 agosto 2010 si è trasferito al Midtjylland. Dopo due stagioni nel club rossonero, il 22 giugno 2012 è passato al Monaco, club francese militante in Ligue 2. Dopo una stagione e mezza nelle file del club monegasco, il 24 gennaio 2014 è tornato al Midtjylland, firmando un contratto di quattro anni e mezzo. Il 2 settembre 2019 si è trasferito in Australia, firmando un contratto annuale con il Melbourne Victory, club con cui ha terminato la carriera da calciatore al termine della stagione.

#### Nazionale
Ha partecipato, con la selezione Under-21, agli Europei 2006. Ha debuttato in Nazionale maggiore l'11 febbraio 2009, nell'amichevole Grecia-Danimarca (1-1), subentrando a Lars Jakobsen al minuto 61. Ha messo a segno la sua prima rete con la maglia della selezione danese il 10 ottobre 2009, in Danimarca-Svezia (1-0), siglando il gol decisivo al minuto 78. Ha partecipato, con la selezione danese, ai Mondiali 2010 e agli Europei 2012. È sceso in campo, inoltre, nelle qualificazioni ai Mondiali 2010 e 2014, nelle qualificazioni agli Europei 2012 e 2016. Ha totalizzato, con la maglia della Danimarca, 38 presenze e 3 reti.

### Allenatore
Il 15 marzo 2021 è diventato vice allenatore del Viborg. L'8 novembre 2023 è stato promosso ad allenatore della prima squadra.

## Statistiche

### Presenze e reti nei club
| Stagione           | Squadra            | Campionato         | Campionato | Campionato | Coppe nazionali | Coppe nazionali | Coppe nazionali | Coppe continentali | Coppe continentali | Coppe continentali | Altre coppe | Altre coppe | Altre coppe | Totale | Totale | Totale |
| Stagione           | Squadra            | Comp               | Pres       | Reti       | Comp            | Pres            | Reti            | Comp               | Pres               | Reti               | Comp        | Pres        | Reti        | Pres   | Reti   |        |
| ------------------ | ------------------ | ------------------ | ---------- | ---------- | --------------- | --------------- | --------------- | ------------------ | ------------------ | ------------------ | ----------- | ----------- | ----------- | ------ | ------ | ------ |
| 2001-2002          | Esbjerg            | SL                 | 1          | 0          | DBUS            | ?               | ?               | -                  | -                  | -                  | -           | -           | -           | 1+     | 0+     |        |
| 2002-2003          | Esbjerg            | SL                 | 21         | 3          | DBUS            | ?               | ?               | -                  | -                  | -                  | -           | -           | -           | 21+    | 3+     |        |
| 2003-2004          | Esbjerg            | SL                 | 33         | 7          | DBUS            | ?               | ?               | UEFA               | 4                  | 0                  | -           | -           | -           | 37+    | 7+     |        |
| 2004-2005          | Esbjerg            | SL                 | 32         | 5          | DBUS            | 1               | 0               | Intertoto          | 8                  | 1                  | -           | -           | -           | 41     | 6      |        |
| 2005-gen. 2006     | Esbjerg            | SL                 | 20         | 4          | DBUS            | 1               | 0               | UEFA               | 4                  | 1                  | -           | -           | -           | 25     | 5      |        |
| Totale Esbjerg     | Totale Esbjerg     | Totale Esbjerg     | 107        | 19         |                 | 2+              | 0+              |                    | 16                 | 2                  |             | -           | -           | 125+   | 21+    |        |
| gen.-giu. 2006     | Heerenveen         | E                  | 10         | 1          | KNVBB           | 0               | 0               | -                  | -                  | -                  | -           | -           | -           | 10     | 1      |        |
| 2006-2007          | Heerenveen         | E                  | 22         | 0          | KNVBB           | 1               | 0               | UEFA               | 2                  | 0                  | -           | -           | -           | 25     | 0      |        |
| 2007-2008          | Heerenveen         | E                  | 34         | 3          | KNVBB           | 1               | 0               | UEFA               | 1                  | 0                  | -           | -           | -           | 36     | 3      |        |
| Totale Heerenveen  | Totale Heerenveen  | Totale Heerenveen  | 66         | 4          |                 | 2               | 0               |                    | 3                  | 0                  |             | -           | -           | 71     | 4      |        |
| 2008-2009          | Aarhus             | SL                 | 29         | 6          | DBUS            | 2               | 0               | -                  | -                  | -                  | -           | -           | -           | 31     | 6      |        |
| 2009-2010          | Aarhus             | SL                 | 24         | 4          | DBUS            | 1               | 0               | -                  | -                  | -                  | -           | -           | -           | 25     | 4      |        |
| giu.-ago. 2010     | Aarhus             | 1D                 | 1          | 0          | DBUS            | 0               | 0               | -                  | -                  | -                  | -           | -           | -           | 1      | 0      |        |
| Totale Aarhus      | Totale Aarhus      | Totale Aarhus      | 54         | 10         |                 | 3               | 0               |                    | -                  | -                  |             | -           | -           | 57     | 10     |        |
| 2010-2011          | Midtjylland        | SL                 | 16         | 2          | DBUS            | 3               | 0               | -                  | -                  | -                  | -           | -           | -           | 19     | 2      |        |
| 2011-2012          | Midtjylland        | SL                 | 30         | 7          | DBUS            | 1               | 0               | UEL                | 4                  | 0                  | -           | -           | -           | 35     | 7      |        |
| Totale Midtjylland | Totale Midtjylland | Totale Midtjylland | 46         | 9          |                 | 4               | 0               |                    | 4                  | 0                  |             | -           | -           | 54     | 9      |        |
| 2012-2013          | Monaco             | L2                 | 17         | 0          | CF+CDLL         | 2+3             | 0+1             | -                  | -                  | -                  | -           | -           | -           | 22     | 1      |        |
| 2013-gen. 2014     | Monaco             | L1                 | 0          | 0          | CF+CDLL         | 0+1             | 0+0             | -                  | -                  | -                  | -           | -           | -           | 1      | 0      |        |
| Totale Monaco      | Totale Monaco      | Totale Monaco      | 17         | 0          |                 | 6               | 1               |                    | -                  | -                  |             | -           | -           | 23     | 1      |        |
| gen.-giu. 2014     | Midtjylland        | SL                 | 15         | 2          | DBUS            | 0               | 0               | -                  | -                  | -                  | -           | -           | -           | 15     | 2      |        |
| 2014-2015          | Midtjylland        | SL                 | 31         | 4          | DBUS            | 0               | 0               | UEL                | 2                  | 0                  | -           | -           | -           | 33     | 4      |        |
| 2015-2016          | Midtjylland        | SL                 | 32         | 6          | DBUS            | 1               | 0               | UCL+UEL            | 4+9                | 1+0                | -           | -           | -           | 46     | 7      |        |
| 2016-2017          | Midtjylland        | SL                 | 36         | 6          | DBUS            | 3               | 1               | -                  | -                  | -                  | -           | -           | -           | 39     | 7      |        |
| 2017-2018          | Midtjylland        | SL                 | 36         | 8          | DBUS            | 3               | 0               | -                  | -                  | -                  | -           | -           | -           | 39     | 8      |        |
| 2018-2019          | Midtjylland        | SL                 | 34         | 7          | DBUS            | 5               | 0               | UCL+UEL            | 2+4                | 0+0                | -           | -           | -           | 45     | 7      |        |
| giu.-set. 2019     | Midtjylland        | SL                 | 1          | 0          | DBUS            | 0               | 0               | UEL                | 0                  | 0                  | -           | -           | -           | 1      | 0      |        |
| Totale Midtjylland | Totale Midtjylland | Totale Midtjylland | 185        | 33         |                 | 12              | 1               |                    | 21                 | 1                  |             | -           | -           | 218    | 35     |        |
| 2019-2020          | Melbourne Victory  | A                  | 16         | 0          | -               | -               | -               | AFCCL              | 1                  | 0                  | -           | -           | -           | 17     | 0      |        |
| Totale carriera    | Totale carriera    | Totale carriera    | 491        | 75         |                 | 29+             | 2+              |                    | 45                 | 3                  |             | -           | -           | 565+   | 80+    |        |

### Cronologia presenze e reti in Nazionale
| Cronologia completa delle presenze e delle reti in nazionale ― Grecia | Cronologia completa delle presenze e delle reti in nazionale ― Grecia | Cronologia completa delle presenze e delle reti in nazionale ― Grecia | Cronologia completa delle presenze e delle reti in nazionale ― Grecia | Cronologia completa delle presenze e delle reti in nazionale ― Grecia | Cronologia completa delle presenze e delle reti in nazionale ― Grecia | Cronologia completa delle presenze e delle reti in nazionale ― Grecia | Cronologia completa delle presenze e delle reti in nazionale ― Grecia |
| Data                                                                  | Città                                                                 | In casa                                                               | Risultato                                                             | Ospiti                                                                | Competizione                                                          | Reti                                                                  | Note                                                                  |
| --------------------------------------------------------------------- | --------------------------------------------------------------------- | --------------------------------------------------------------------- | --------------------------------------------------------------------- | --------------------------------------------------------------------- | --------------------------------------------------------------------- | --------------------------------------------------------------------- | --------------------------------------------------------------------- |
| 11-2-2009                                                             | Il Pireo                                                              | Grecia                                                                | 1 – 1                                                                 | Danimarca                                                             | Amichevole                                                            | -                                                                     | 61’                                                                   |
| 1-4-2009                                                              | Copenaghen                                                            | Danimarca                                                             | 3 – 0                                                                 | Albania                                                               | Qual. Mondiali 2010                                                   | -                                                                     | 46’                                                                   |
| 6-6-2009                                                              | Solna                                                                 | Svezia                                                                | 0 – 1                                                                 | Danimarca                                                             | Qual. Mondiali 2010                                                   | -                                                                     |                                                                       |
| 12-8-2009                                                             | Brøndby                                                               | Danimarca                                                             | 1 – 2                                                                 | Cile                                                                  | Amichevole                                                            | -                                                                     |                                                                       |
| 5-9-2009                                                              | Copenaghen                                                            | Danimarca                                                             | 1 – 1                                                                 | Portogallo                                                            | Qual. Mondiali 2010                                                   | -                                                                     | 89’                                                                   |
| 9-9-2009                                                              | Tirana                                                                | Albania                                                               | 1 – 1                                                                 | Danimarca                                                             | Qual. Mondiali 2010                                                   | -                                                                     | 54’                                                                   |
| 10-10-2009                                                            | Copenaghen                                                            | Danimarca                                                             | 1 – 0                                                                 | Svezia                                                                | Qual. Mondiali 2010                                                   | 1                                                                     |                                                                       |
| 14-10-2009                                                            | Copenaghen                                                            | Danimarca                                                             | 0 – 1                                                                 | Ungheria                                                              | Qual. Mondiali 2010                                                   | -                                                                     |                                                                       |
| 14-11-2009                                                            | Esbjerg                                                               | Danimarca                                                             | 0 – 0                                                                 | Corea del Sud                                                         | Amichevole                                                            | -                                                                     |                                                                       |
| 18-11-2009                                                            | Aarhus                                                                | Danimarca                                                             | 3 – 1                                                                 | Stati Uniti                                                           | Amichevole                                                            | -                                                                     |                                                                       |
| 17-1-2010                                                             | Nakhon Ratchasima                                                     | Polonia                                                               | 1 – 3                                                                 | Danimarca                                                             | Amichevole                                                            | -                                                                     |                                                                       |
| 20-1-2010                                                             | Nakhon Ratchasima                                                     | Singapore                                                             | 1 – 5                                                                 | Danimarca                                                             | Amichevole                                                            | 1                                                                     | 46’                                                                   |
| 23-1-2010                                                             | Nakhon Ratchasima                                                     | Thailandia                                                            | 0 – 3                                                                 | Danimarca                                                             | Amichevole                                                            | -                                                                     |                                                                       |
| 27-5-2010                                                             | Aalborg                                                               | Danimarca                                                             | 2 – 0                                                                 | Senegal                                                               | Amichevole                                                            | -                                                                     | 61’                                                                   |
| 1-6-2010                                                              | Johannesburg                                                          | Australia                                                             | 1 – 0                                                                 | Danimarca                                                             | Amichevole                                                            | -                                                                     | 46’                                                                   |
| 5-6-2010                                                              | Pretoria                                                              | Sudafrica                                                             | 1 – 0                                                                 | Danimarca                                                             | Amichevole                                                            | -                                                                     | 46’                                                                   |
| 19-6-2010                                                             | Pretoria                                                              | Camerun                                                               | 1 – 2                                                                 | Danimarca                                                             | Mondiali 2010 - 1º turno                                              | -                                                                     | 86’                                                                   |
| 24-6-2010                                                             | Rustenburg                                                            | Danimarca                                                             | 1 – 3                                                                 | Giappone                                                              | Mondiali 2010 - 1º turno                                              | -                                                                     | 34’                                                                   |
| 26-3-2011                                                             | Oslo                                                                  | Norvegia                                                              | 1 – 1                                                                 | Danimarca                                                             | Qual. Euro 2012                                                       | -                                                                     | 70’                                                                   |
| 29-3-2011                                                             | Trnava                                                                | Slovacchia                                                            | 1 – 2                                                                 | Danimarca                                                             | Amichevole                                                            | -                                                                     | 46’                                                                   |
| 11-10-2011                                                            | Copenaghen                                                            | Danimarca                                                             | 2 – 1                                                                 | Portogallo                                                            | Qual. Euro 2012                                                       | -                                                                     | 87’                                                                   |
| 15-11-2011                                                            | Esbjerg                                                               | Danimarca                                                             | 2 – 1                                                                 | Finlandia                                                             | Amichevole                                                            | -                                                                     | 55’                                                                   |
| 29-2-2012                                                             | Copenaghen                                                            | Danimarca                                                             | 0 – 2                                                                 | Russia                                                                | Amichevole                                                            | -                                                                     | 67’                                                                   |
| 26-5-2012                                                             | Amburgo                                                               | Danimarca                                                             | 1 – 3                                                                 | Brasile                                                               | Amichevole                                                            | -                                                                     | 46’                                                                   |
| 2-6-2012                                                              | Copenaghen                                                            | Danimarca                                                             | 2 – 0                                                                 | Australia                                                             | Amichevole                                                            | -                                                                     | 83’                                                                   |
| 13-6-2012                                                             | Leopoli                                                               | Danimarca                                                             | 2 – 3                                                                 | Portogallo                                                            | Euro 2012 - 1º turno                                                  | -                                                                     | 16’ 56’                                                               |
| 17-6-2012                                                             | Leopoli                                                               | Danimarca                                                             | 1 – 2                                                                 | Germania                                                              | Euro 2012 - 1º turno                                                  | -                                                                     | 82’                                                                   |
| 15-8-2012                                                             | Odense                                                                | Danimarca                                                             | 1 – 3                                                                 | Slovacchia                                                            | Amichevole                                                            | -                                                                     | 46’                                                                   |
| 12-10-2012                                                            | Sofia                                                                 | Bulgaria                                                              | 1 – 1                                                                 | Danimarca                                                             | Qual. Mondiali 2014                                                   | -                                                                     | 90+2’                                                                 |
| 16-10-2012                                                            | Milano                                                                | Italia                                                                | 3 – 1                                                                 | Danimarca                                                             | Qual. Mondiali 2014                                                   | -                                                                     | 83’                                                                   |
| 14-11-2012                                                            | Istanbul                                                              | Turchia                                                               | 1 – 1                                                                 | Danimarca                                                             | Amichevole                                                            | -                                                                     | 46’                                                                   |
| 5-3-2014                                                              | Londra                                                                | Inghilterra                                                           | 1 – 0                                                                 | Danimarca                                                             | Amichevole                                                            | -                                                                     | 81’                                                                   |
| 22-5-2014                                                             | Debrecen                                                              | Ungheria                                                              | 2 – 2                                                                 | Danimarca                                                             | Amichevole                                                            | -                                                                     | 46’                                                                   |
| 25-3-2015                                                             | Aarhus                                                                | Danimarca                                                             | 3 – 2                                                                 | Stati Uniti                                                           | Amichevole                                                            | -                                                                     | 46’                                                                   |
| 13-6-2015                                                             | Copenaghen                                                            | Danimarca                                                             | 2 – 0                                                                 | Serbia                                                                | Qual. Euro 2016                                                       | 1                                                                     | 61’                                                                   |
| 4-9-2015                                                              | Copenaghen                                                            | Danimarca                                                             | 0 – 0                                                                 | Albania                                                               | Qual. Euro 2016                                                       | -                                                                     | 46’                                                                   |
| 7-9-2015                                                              | Erevan                                                                | Armenia                                                               | 0 – 0                                                                 | Danimarca                                                             | Qual. Euro 2016                                                       | -                                                                     |                                                                       |
| 11-10-2015                                                            | Copenaghen                                                            | Danimarca                                                             | 1 – 2                                                                 | Francia                                                               | Amichevole                                                            | -                                                                     | 46’                                                                   |
| Totale                                                                |                                                                       | Presenze                                                              | 38                                                                    |                                                                       | Reti                                                                  | 3                                                                     |                                                                       |

### Statistiche da allenatore
Statistiche aggiornate al 25 maggio 2024. In grassetto le competizioni vinte.
| Stagione        | Squadra         | Campionato      | Campionato | Campionato | Campionato | Campionato | Coppe nazionali | Coppe nazionali | Coppe nazionali | Coppe nazionali | Coppe nazionali | Coppe continentali | Coppe continentali | Coppe continentali | Coppe continentali | Coppe continentali | Altre coppe | Altre coppe | Altre coppe | Altre coppe | Altre coppe | Totale | Totale | Totale | Totale | % Vittorie | Piazzamento |
| Stagione        | Squadra         | Comp            | G          | V          | N          | P          | Comp            | G               | V               | N               | P               | Comp               | G                  | V                  | N                  | P                  | Comp        | G           | V           | N           | P           | G      | V      | N      | P      | %          | Piazzamento |
| --------------- | --------------- | --------------- | ---------- | ---------- | ---------- | ---------- | --------------- | --------------- | --------------- | --------------- | --------------- | ------------------ | ------------------ | ------------------ | ------------------ | ------------------ | ----------- | ----------- | ----------- | ----------- | ----------- | ------ | ------ | ------ | ------ | ---------- | ----------- |
| nov. 2023-2024  | Viborg          | SL              | 18         | 7          | 3          | 8          | DBUS            | 0               | 0               | 0               | 0               | -                  | -                  | -                  | -                  | -                  | -           | -           | -           | -           | -           | 18     | 7      | 3      | 8      | 38,89      | Sub., 8º    |
| Totale carriera | Totale carriera | Totale carriera | 18         | 7          | 3          | 8          |                 | 0               | 0               | 0               | 0               |                    | -                  | -                  | -                  | -                  |             | -           | -           | -           | -           | 18     | 7      | 3      | 8      | 38,89      |             |

## Palmarès
- 2. Division: 1

Esbjerg: 2005-2006
- Ligue 2: 1

Monaco: 2012-2013
- Campionato danese: 2

Midtjylland: 2014-2015, 2017-2018
- Coppa di Danimarca: 1

Midtjylland: 2018-2019